# Maurício de Battenberg
Maurício de Battenberg (Maurice Victor Donald, 3 de outubro de 1891 — 27 de outubro de 1914) foi um descendente da família real britânica e um neto da rainha Vitória do Reino Unido. Ficou conhecido por toda sua vida como "príncipe Maurice de Battenberg", pois o uso de títulos germânicos só foi abandonado em 1917, durante a Primeira Guerra Mundial. Era irmão da rainha Vitória Eugênia da Espanha.

## Biografia
O terceiro nome de Maurice, Donald, foi dado em honra à Escócia, pois ele havia nascido no Castelo de Balmoral. Seu pai, o príncipe príncipe Henrique de Battenberg, era filho do príncipe Alexander de Hesse e do Reno e de Julia Theresia, Condessa von Hauke. Sua mãe foi a princesa Beatriz, a quinta e última filha da rainha Vitória e do príncipe Alberto.
Fruto de um casamento morganático, o príncipe Henrique de Battenberg tomou o estilo de Príncipe de Battenberg de sua mãe, Julia von Hauke, que tinha sido titulada Princesa de Batteberg em seu próprio direito. Como tal, Maurice foi estilizado, ao nascer, como Sua Alteza Sereníssima príncipe Maurício de Battenberg. No Reino Unido, entretanto, foi estilizado Sua Alteza príncipe Maurício de Battenberg, graças à uma autorização da rainha  Vitória  concedida em dezembro de 1886.
Maurice foi educado na prestigiada Wellington College, em Berkshire, tendo sido um membro da casa de Benson. Durante a Primeira Guerra, ele lutou em King's Royal Rifle Corps. Morreu em serviço no ano de 1914.